# 디 인터뷰
《디 인터뷰》(영어: The Interview)는 2014년 제작된 미국의 정치 풍자 액션 코미디 영화이다.
조선민주주의인민공화국 최고 지도자 김정은이 암살당하는 내용으로 화제가 된 이 영화는 제작사 홈페이지가 '평화의 수호자'에 의해 해킹 되기도 했으며 이 밖에도 남북 관계 등 여러 가지 이유로 인하여 대한민국 개봉이 취소되었고, 미국 등지에서도 개봉 취소 위기에 놓였었으나 12월 24일 인터넷 유료 결제로 공개하였고, 12월 25일에 미국에서 제한 개봉하였다.

## 줄거리
데이브 스카일라크(제임스 프랭코 분)가 진행하는 "오늘밤 스카일라크"(Skylark Tonight)는 연예인들의 사적인 내용이나 가십 등을 다루는 TV 프로그램이다.
프로그램 1,000회 기념 파티를 마친 후, 스카일라크와 제작자 에런 래퍼포트(세스 로건 분)는 북한의 지도자인 김정은(랜들 박 분)이 자신들의 프로그램을 좋아한다는 사실을 깨닫게 된다. 인터뷰를 따기 위해 중국의 접경 지대로 간 에런은 장교인 박숙인(다이애나 방 분)을 만나 허락을 받는다.
김정은을 인터뷰한다는 소문이 퍼지자 CIA 요원인 레이시(리지 캐플런 분)가 찾아와 김정은 암살을 제의한다. 리신이 포함된 경피 패치를 손에 붙인 후 악수를 하면 12시간 이내에 사망한다는 사실 등 여러 교육을 받은 둘은 북한으로 떠나게 된다.

## 출연
- 제임스 프랭코 - 데이브 스카일라크 역[6]
- 세스 로건 - 에런 래퍼포트 역[6]
- 리지 캐플런 - 레이시 요원 역[7]
- 랜들 박 - 김정은 역[8][9]
- 다이애나 방 - 박숙인 역[10]
- 티머시 사이먼스 - 맬컴 역[8]
- 앤더스 홈 - 제이크 역
- 찰스 전 - 정 장군 역
- 벤 슈워츠 - 대릴, 에미넴 홍보 담당자 역
- 송강호

본인 역 카메오
- 에미넴, 롭 로, 빌 마, 세스 마이어스, 조지프 고든 레빗, 에마 스톤, 가이 피에리

## 시청 등급
- 국내: 불가
- 미국: R

## 같이 보기
- 소니 픽처스 엔터테인먼트 해킹 사건